# 斯久峰
斯久峰（英語：Skew Peak），是南極洲的山峰，位於維多利亞地的斯科特海岸，處於弗雷澤冰川源頭以西，屬於克萊爾山脈的一部分，海拔高度2,535米，在1957年由英聯邦探險隊命名，現時由南極條約體系管理。